# 周建人
周建人（1888年11月12日—1984年7月29日），字松壽，又字喬峰，男，浙江紹興人，中华人民共和国生物学家及政治人物，原副国级领导人。参与翻译了达尔文的《物种起源》。周树人（鲁迅）與周作人的胞弟。

## 生平
周氏出生於紹興書香世家，祖父周福清是晚清翰林。中华人民共和国建国前曾在上海大學、神州女學、暨南大學、安徽大學等校任教。1948年，周建人秘密加入中国共产党，携家人离开上海，抵达中共中央所在河北西柏坡。
1949年以后担任中华人民共和国官员，先後擔任國家出版總署副署長、中華人民共和國高等教育部副部長、浙江省人民政府省長（1958-1966）、浙江省革命委员会副主任、第三至五屆全國人大常委會副委員長、第五、六屆全國政協副主席及中國民主促進會第六、七屆中央主席等職。1984年7月29日21时43分病逝于卫生部北京医院，终年96岁。8月6日，国家主席李先念、全国政协主席邓颖超等北京各界人士向其遗体作“最后诀别”。

## 争议事件
1957年1月18日，时任高等教育部副部长周建人在《北京日报》发表题为《雀是害鸟无须怀疑》的文章，肯定“麻雀是害鸟，害鸟应当扑灭，不必犹豫”。毛泽东根据当时情况综合判断，后在中共会议上全体讨论认为麻雀以谷物为食，影响到农业生产，因而将麻雀定为“四害”之中的“老四”，在中国大陆展开了除四害运动，展開打麻雀运动。

## 家庭
前妻：羽太芳子（周芳子），1951年5月离婚，姐姐羽太信子是周作人的妻子
- 长子：周冲（早夭）
- 长女：周鞠子
- 次子：周豐二
- 三子：周豐三

情妇：王蕴如，1924年之前开始婚外同居，有称王为周的妻子。从未正式结婚。
- 私生女：周晔（1926年生）
- 私生女：周瑾（1927年生）
- 私生女：周蕖（1932年生）

## 相關書籍
中国大陆小学课本上《我的伯父鲁迅先生》的作者周晔是周建人与情妇王蕴如之女。周建人在晚年口述家族史，由周晔执笔，出版了《鲁迅故家的败落》一书。